# Bernd Auerochs
Bernd Auerochs (* 15. August 1960) ist ein deutscher Literaturwissenschaftler.

## Leben
Auerochs studierte Germanistik, Anglistik und Philosophie in Erlangen und Oxford. Nach der Promotion zum Dr. phil. in Erlangen 1992 und Habilitation in Jena 2000 wurde er Privatdozent für Neuere deutsche Literaturwissenschaft an der Universität Jena. Seit 2011 ist er Professor für Neuere deutsche Literatur und Vergleichende Literaturwissenschaft in Kiel.
Seine Forschungsschwerpunkte sind deutsch-jüdische Literatur, moderne Lyrik, Geschichte des Romans, Literatur und Religion, Literatur und Philosophie, Poesiebegriff, Aufklärung und Romantik.
Seit 2010 gehört Auerochs zu den Herausgebern des Johnson-Jahrbuchs der Uwe Johnson-Gesellschaft.

## Schriften (Auswahl)
- Erzählte Gesellschaft. Theorie und Praxis des Gesellschaftsromans bei Balzac, Brecht und Uwe Johnson. München 1994, ISBN 3-7705-2869-7.
- Die Entstehung der Kunstreligion. Göttingen 2009, ISBN 978-3-525-20596-9.
- mit Dirk von Petersdorff (Hg.): Einheit der Romantik? Zur Transformation frühromantischer Konzepte im 19. Jahrhundert. Paderborn 2009, ISBN 978-3-506-76665-6.
- mit Manfred Engel (Hg.): Kafka-Handbuch. Leben – Werk – Wirkung. Metzler, Stuttgart, Weimar 2010, ISBN 978-3-476-02167-0.
- mit Friedericke Felicitas Günther und Markus May (Hg.): Celan-Perspektiven 2019. Heidelberg 2019, ISBN 3-8253-6985-4.